# 外屏增十二
鯨魚座33，又名BD+01 221，HD 7014、SAO 109715、HR 347，是鯨魚座的一颗恒星，视星等为5.95，位于銀經132.54，銀緯-60.07，其B1900.0坐标为赤經1h 5m 24.7s，赤緯+1° -60.07′ 49″。